# Pema Dechen
Pema Dechen (dzongkha: པདྨ་བདེ་ཆེན; 1918 – 1991) è stata regina consorte del Bhutan dal 1932 al 1952, come moglie del re Jigme Wangchuck.

## Biografia
Nacque nel 1918 come figlia di Jamyang e di Decho Dorji.
Nel 1932 sposò il re Jigme Wangchuck, che era già suo cognato in quanto marito della sorella.
Morì nel 1991.

## Discendenza
Pema Dechen e Jigme Wangchuck ebbero tre figlie e un figlio:
- Choki Wangmo (1937);
- Namgyel (1943);
- Deki Yangzom  (1946);
- Pema Choden (1949).